# Xinshi, Ürümqi
Xinshi är ett stadsdistrikt i Ürümqi i Xinjiang-regionen i nordvästra Kina.